# Simbolismo

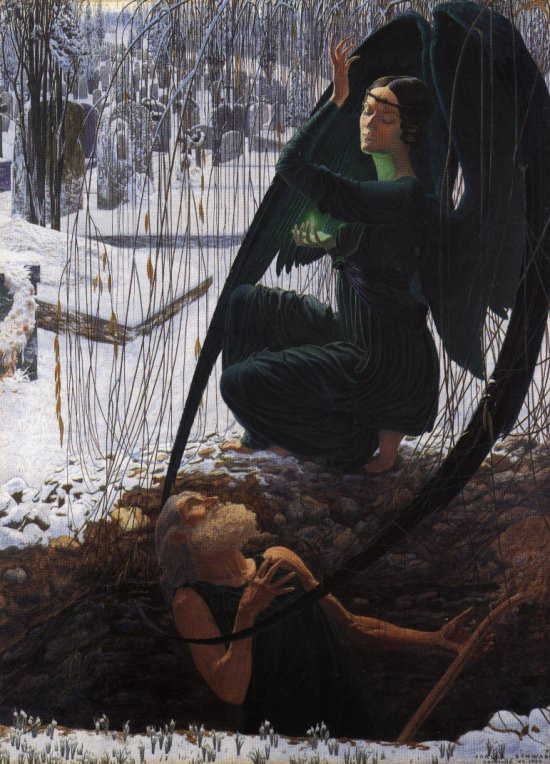
A morte do coveiro de Carlos Schwabe forma um compêndio visual dos temas fundamentais do simbolismo. Morte, anjos, neve e poses vexatórias e dramáticas dos personagens.

Simbolismo é um movimento literário da poesia e das outras artes que surgiu na França, no final do século XIX, como oposição ao realismo, ao naturalismo e ao positivismo da época. Movido pelos ideais românticos, estendendo suas raízes à literatura, aos palcos teatrais, às artes plásticas. Como escola literária, teve suas origens na obra As Flores do Mal, do poeta Charles Baudelaire. Ademais, os trabalhos de Edgar Allan Poe, os quais Baudelaire admirava e traduziu para francês, foram de significativa influência, além de servirem como fontes de diversos tropos e imagens. Fundamentou-se principalmente na subjetividade, no irracional e na análise profunda da mensagem, a partir da sinestesia.
Desenvolveu na década de 1870 e atingiu o seu auge na década de 1890. Apareceu pela primeira vez em poesia antes de passar para pintura, música e teatro.
É difícil definir claramente um estilo simbolista, uma vez que o movimento reuniu muitas tendências diferentes. No entanto, existe uma série de temas comuns a todos os artistas: um forte pessimismo, uma atração por sonhos e esoterismo e uma atmosfera geral de melancolia. O símbolo da mulher fatal, muitas vezes interpretado pelos simbolista, é acompanhado de uma forte misoginia no movimento. Por fim, a procura de uma síntese das artes dá origem a inúmeras trocas entre artistas de diferentes áreas, e o simbolismo espalha-se por todos os géneros.
O simbolismo surgiu no final do século XIX, quando a Europa vivia um significativo crescimento científico e industrial, o que levou ao declínio da espiritualidade. Na década de 1870, uma parte da jovem geração artística, que não se encontrava neste contexto social e rejeitava o naturalismo, aderiu ao decadentismo liderado por Paul Verlaine. Depois, a partir de 1885, cada vez mais poetas abandonaram o decadentismo para se juntarem à esfera de influência de Stéphane Mallarmé, cujo estilo poético era a base das teorias simbolistas.
Em 1886, foram publicados vários textos fundadores do movimento, escritos por Teodor de Wyzewa, René Ghil e Jean Moréas, cujo "manifesto simbolista" publicado em Le Figaro impôs permanentemente o seu nome ao movimento. Estes diferentes textos contribuíram para o desenvolvimento do estilo simbolista: oposição ao naturalismo, interesse pela metafísica, poesia obscura e difícil de compreender, culto da "Ideia" e sugestão. Estabeleceu-se uma cultura simbolista, baseada nomeadamente no Les Poètes maudits de Verlaine e no À rebours de Joris-Karl Huysmans, tendo como principais modelos o Paul Verlaine, o Arthur Rimbaud, o Stéphane Mallarmé, o Charles Baudelaire, Richard Wagner, Odilon Redon, Félicien Rops, Pierre Puvis de Chavannes e Gustave Moreau. Posteriormente, entre 1886 e 1890, multiplicaram-se as revistas dedicadas ao simbolismo e foram publicados outros manifestos, inclusive pictóricos. A do crítico de arte Gabriel-Albert Aurier, publicada em 1891, faz de Paul Gauguin o "fundador" do simbolismo na pintura, embora outros pintores tenham desenvolvido teorias semelhantes antes dele, nomeadamente Nabi e Émile Bernard. Esta profusão de manifestos dá origem a querelas entre artistas que procuram afirmar-se como inventores: Gauguin e Bernard na pintura, Gustave Kahn e Marie Krysinska na poesia.
Na década de 1890, o simbolismo atingiu o seu auge na Europa. Distribui-se por todos os campos artísticos: romance, pintura, escultura, música, teatro, e obtém crédito da crítica e da imprensa. Josephin Péladan, escritor de grande destaque nos meios simbolistas, montou uma série de exposições entre 1892 e 1897, os Salons de la Rose+Croix, que reuniram artistas totalmente representativos do movimento. A influência de Péladan faz-se sentir em toda a Europa, principalmente na Bélgica, Holanda, Escandinávia e Finlândia.
O simbolismo desapareceu a partir de 1900. Verlaine morreu em 1896, depois Mallarmé, Gustave Moreau e Puvis de Chavannes em 1898, e a maioria dos jovens poetas abandonou ou mesmo rejeitou o simbolismo. No entanto, os pintores modernos como Piet Mondrian, Pablo Picasso e František Kupka, bem como os surrealistas, são muito influenciados pelo simbolismo.

## Etimologia
O termo "simbolismo" é derivado da palavra "símbolo", que por sua vez deriva de  symbolum em latim, um símbolo de fé e symbolus, um sinal de reconhecimento, da língua grega clássica σύμβολον symbolon, um objeto cortado pela metade constituindo um sinal de reconhecimento.

## Definição e origem do nome

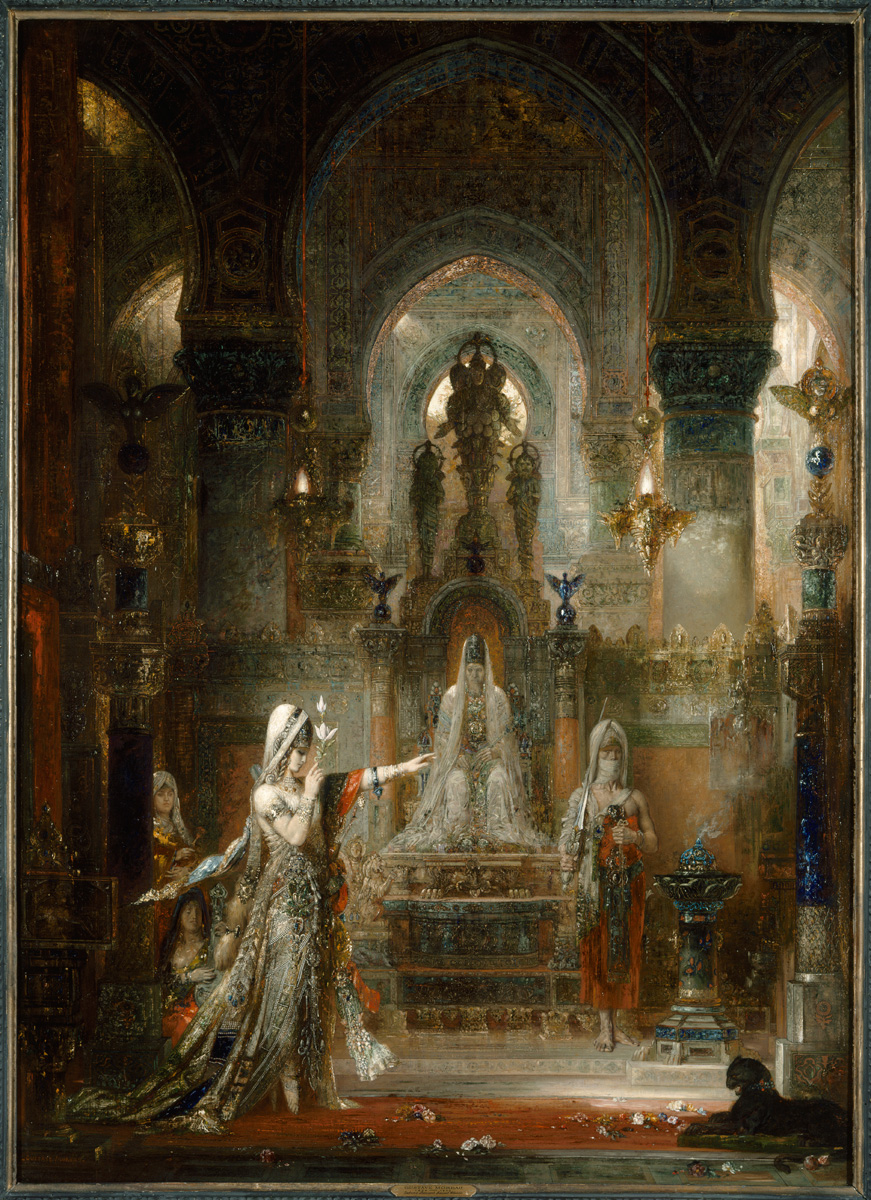
Gustave Moreau, Salomé dançando diante de Herodes, Los Angeles, Hammer Museum, c. 1874, a primeira pintura descrita como “simbolista”.

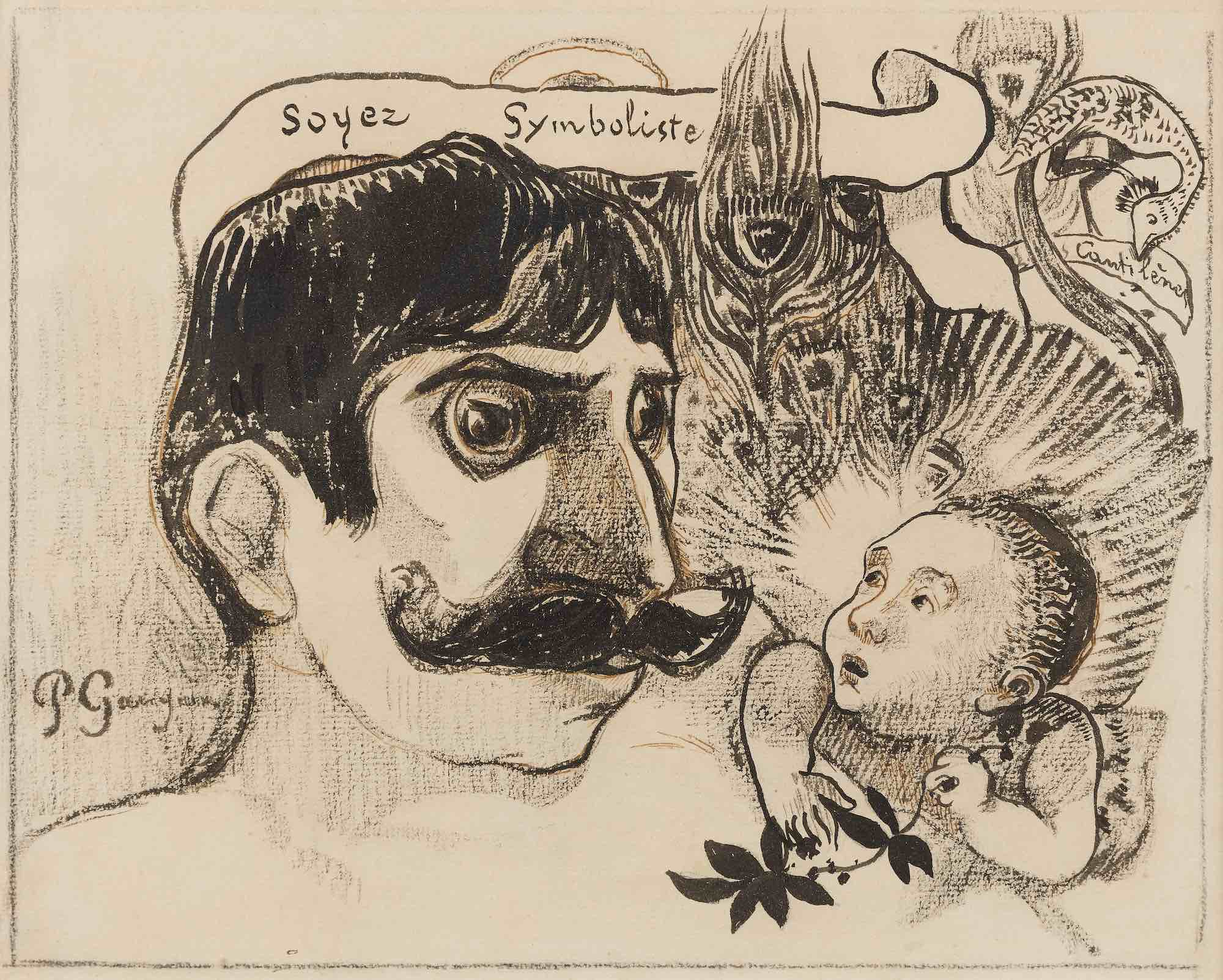
Paul Gauguin, Seja um simbolista. Retrato de Jean Moréas, 1890-1891.

O termo “simbolismo” surgiu em francês por volta de 1830. Foi utilizado pela primeira vez para descrever uma obra de arte em 1876, de forma depreciativa, numa crítica de Émile Zola à pintura Salomé dançando perante Herodes de Gustave Moreau, pelo que Jean Moréas incluiu este nome ao movimento no seu "Manifesto" de 1886. Para além de "simbolismo", outros nomes foram utilizados durante as décadas de 1880-1890 por artistas ou críticos de arte: sintetismo, ideísmo, idealismo ou neotradicionalismo. A definição e os limites cronológicos do movimento variam de acordo com os autores. O simbolismo é geralmente considerado como uma parte da produção artística franco-belga e depois europeia entre 1880 e 1914, com um primeiro manifesto em 1886 e cujo auge foi na década de 1890. · . Desenvolveu-se primeiramente na literatura na década de 1880, depois na pintura, no teatro e na música na década de 1890. · .
É difícil definir com rigor um estilo simbolista, já que os artistas abordam vários temas, num imaginário e referências comuns: rejeição do naturalismo e do positivismo, regresso a temas mitológicos e sagrados, uma forma de elitismo, e uma explicação do mundo através da espiritualidade ou mesmo ocultismo ·  · . Os artistas associados ao Simbolismo nasceram sobretudo entre as décadas de 1850 e 1870 e tomaram como modelos artistas mais velhos: os pintores Pierre Puvis de Chavannes, Gustave Moreau, Arnold Böcklin, Odilon Redon e os Pré-Rafaelitas, os escritores Stéphane Mallarmé, Paul Verlaine, Arthur Rimbaud, Edgar Allan Poe, Charles Baudelaire e Jules Barbey d'Aurevilly, e o compositor Richard Wagner · .

## História

### 1870-1885: aparecimento do simbolismo na literatura

#### Contexto

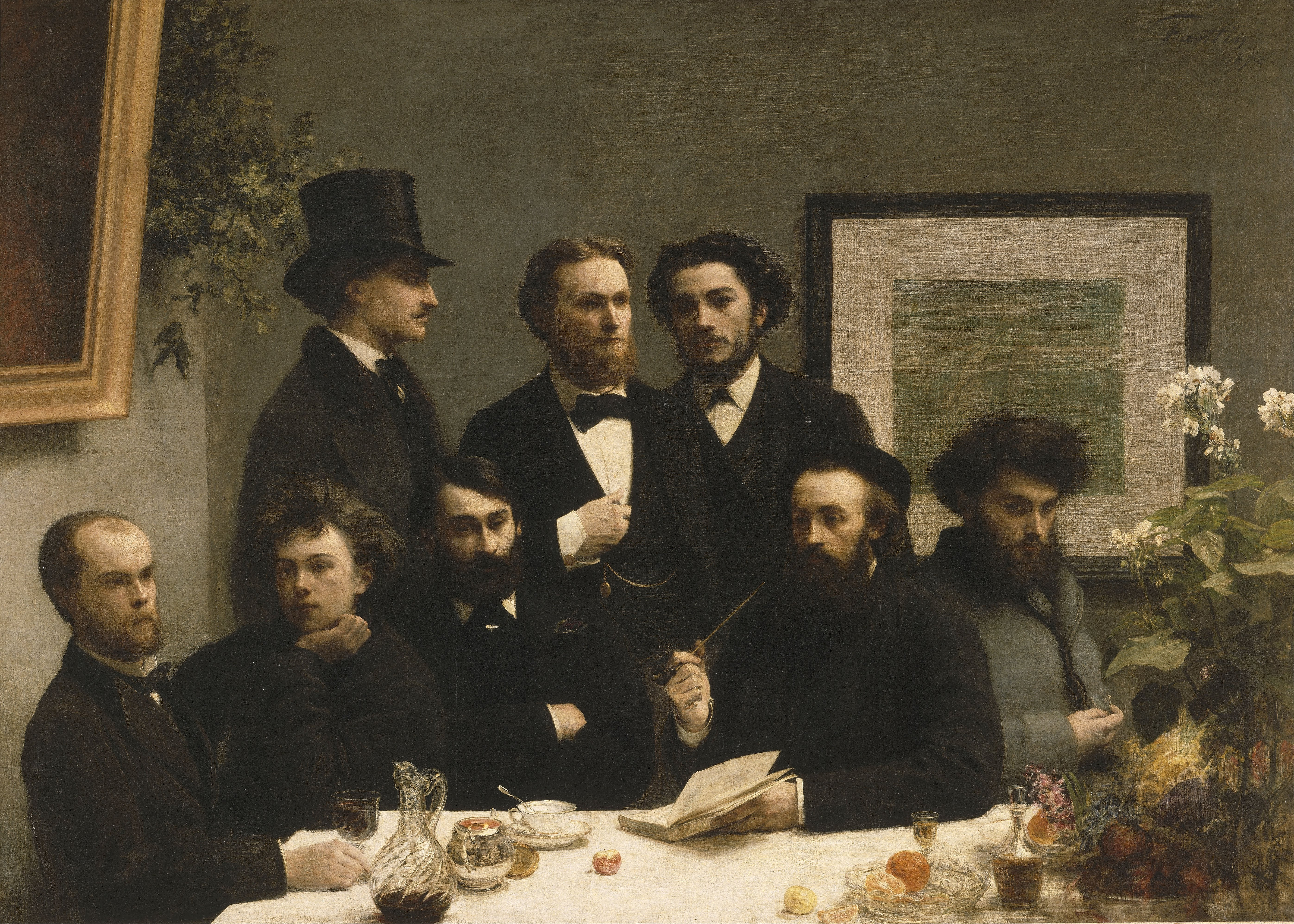
A pintura Um canto da mesa (Henri Fantin-Latour, Paris, Musée d'Orsay, 1872) representa um encontro de parnasianos poetas, antes de Paul Verlaine, representados no canto inferior esquerdo, bem como Jean Aicard, de pé, à direita, abandonaram o grupo.

O simbolismo desenvolveu-se em reacção ao contexto social e político do fim do século XIX na Europa: oposição às cortes imperiais nos países germânicos e ao modernismo da Terceira República em França, e maioritariamente à industrialização e ao declínio da espiritualidade face aos avanços científicos e ao positivismo · . A derrota francesa de 1870 e a repressão sangrenta da Comuna de Paris tiveram um forte impacto numa parte da geração nascida na década de 1860, que a viu como o fim da "grandeza francesa" e perdeu a fé no progresso. ·  · . No plano artístico, os movimentos modernos dominantes são o naturalismo, representado por Zola que descreve a sua época de forma “científica”; Impressionismo, cujos temas principais são cenas da vida moderna e urbana; e o parnasianismo, um grupo de poetas fundado em 1866. Uma rutura ocorre ao nível da poesia em 1876, quando parnasianos se recusaram a publicar poemas de Verlaine, Charles Cros e Mallarmé. Mallarmé mandou publicar o seu poema, A Tarde de um Fauno, numa luxuosa edição limitada ilustrada por Manet, e atraiu alguns jovens poetas que viam nele um mestre oposto aos cânones dominantes do parnasianismo · . Por sua vez, Cros e Verlaine juntaram-se a grupos decadentes.

#### Decadentismo

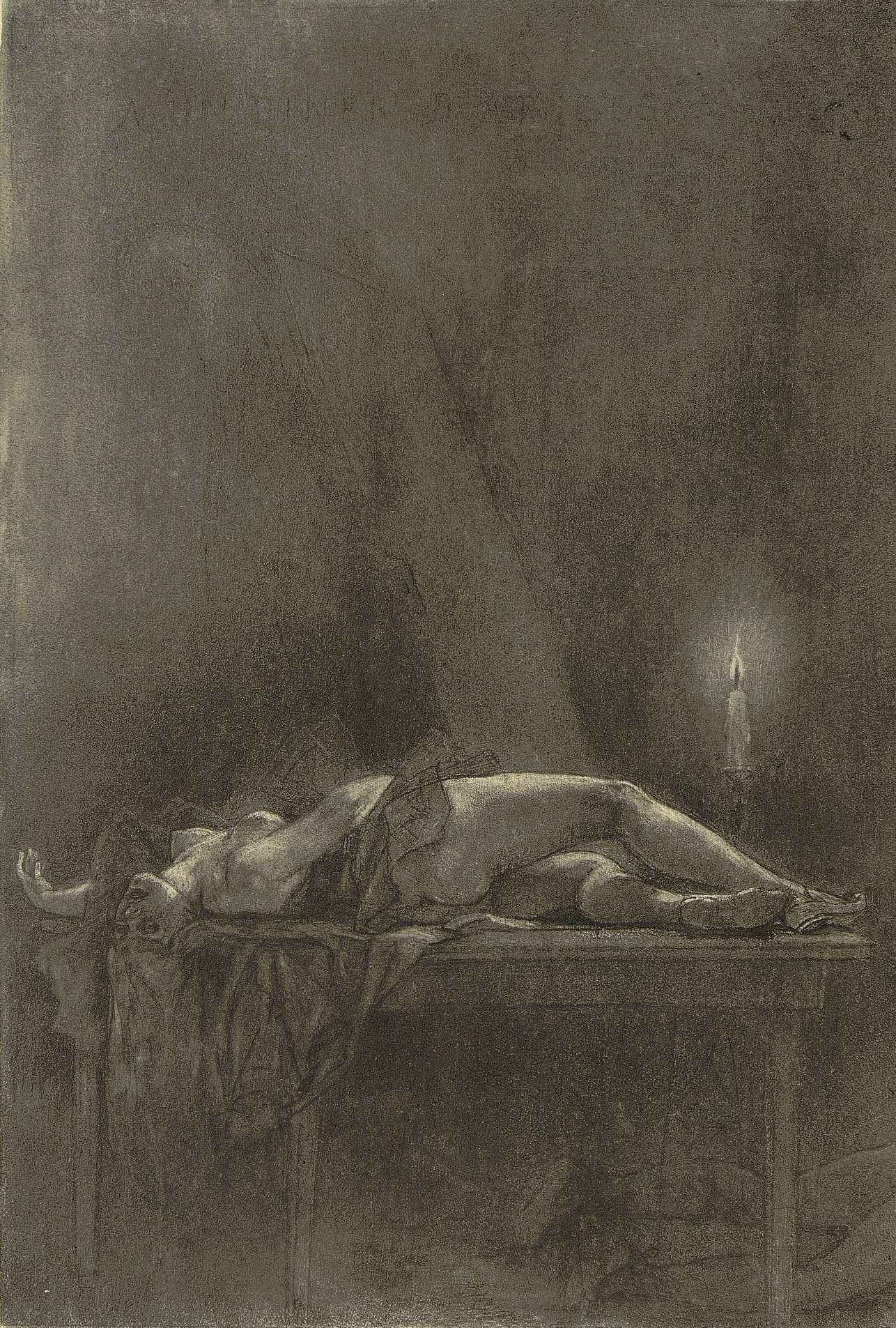
Félicien Rops, Num jantar de ateus, ilustração para Les Diaboliques de Jules Barbey d'Aurevilly.

Foi do decadentismo, que se desenvolveu na Bélgica e em França durante a década de 1870, que surgiu a maioria dos poetas que definiram o simbolismo.. Autores marginais, pessimistas, que cultivam um espírito de escárnio, as suas obras são pouco divulgadas fora dos seus círculos: a publicação de Chants de Maldoror de Isidore Ducasse, conhecido por Lautréamont, foi interrompida após a sua morte em 1869, Tristan Corbière faleceu em 1875, dois anos após ter publicado Les Amours jaunes, Rimbaud abandonou a poesia pouco depois de escrever Une saison en enfer, então desconhecido do público, e as obras de Verlaine e Mallarmé são quase inacessíveis · . Grupos anti-conformistas — os Hydropathes, os Hirsutes, os Zutistes, e outros — reuniam-se em cabarés, sendo o mais famoso Le Chat noir, em Montmartre, onde Gustave Kahn, Marie Krysinska, Jules Laforgue, Maurice Maeterlinck e Jean Moréas, todos futuros simbolistas, se reuniam em privado. · .
Verlaine é uma figura importante do decadentismo, mas recusa-se a ser considerado um simbolista. No entanto, continua a ser um modelo para os simbolistas, principalmente após a publicação de Poètes maudits em 1884. No mesmo ano foi publicado À rebours, um romance de Joris-Karl Huysmans, que rompeu com o naturalismo que lhe deu origem. · . Nele, conta a história do quotidiano de um esteta que vive recluso numa aldeia, onde se rodeia de livros de Verlaine, Mallarmé e Jules Barbey d'Aurevilly e de obras de arte, nomeadamente de Odilon Redon e Gustave Moreau. Estes dois textos contribuem para atribuir uma cultura comum aos simbolistas, cujo movimento ganha forma a partir deste momento.. Após a publicação de "Os Poetas Malditos" e "Contra a Corrente", os pintores Odilon Redon e Gustave Moreau e os poetas Tristan Corbière e Stéphane Mallarmé tornaram-se grandes fontes de inspiração para os simbolistas. O ilustrador Félicien Rops também obteve grande sucesso entre os decadentes e depois junto dos simbolistas, ilustrando livros de Verlaine e Barbey d'Aurevilly a partir da década de 1870, e mais tarde de Mallarmé e Joséphin Péladan.

#### A influência de Mallarmé

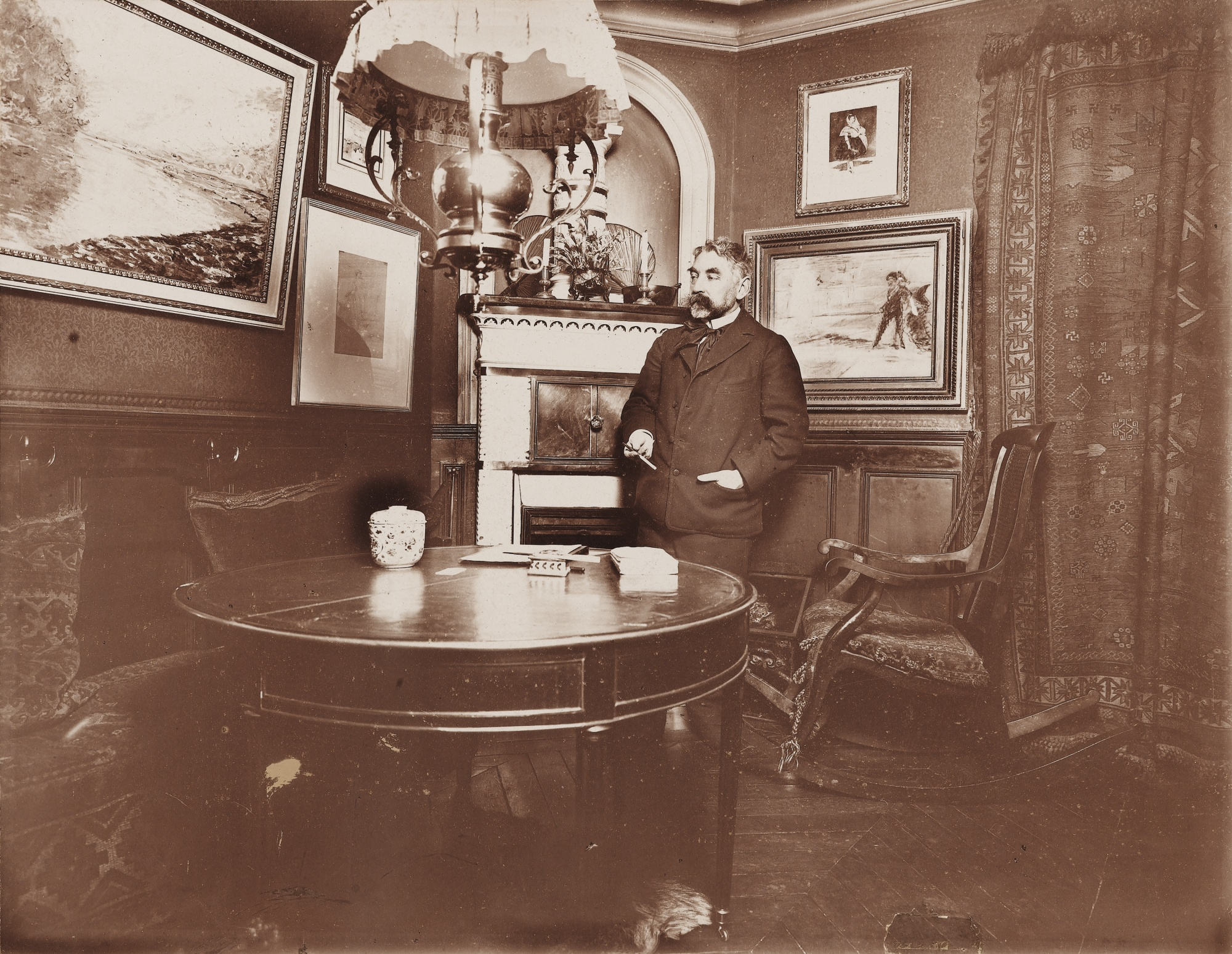
Stéphane Mallarmé no seu apartamento no número 89 rue de Rome em Paris, onde se realizam as “Terças-feiras de Mallarmé”. Fotografia anónima, cerca de 1895.

A partir de 1885, cada vez mais jovens artistas passaram a frequentar as "Terças-feiras de Mallarmé", um encontro semanal no apartamento do poeta. Este tipo de reunião semanal nas casas de escritores ou poetas era comum no século XIX, mas nas décadas de 1880 e 1890, as "terças-feiras" ganharam gradualmente influência e tornaram-se um dos principais locais para o desenvolvimento do simbolismo. A crescente influência destes encontros ajudou a dividir os decadentes e os simbolistas: os decadentes em torno de Verlaine, os simbolistas em torno de Mallarmé. Os dois campos opõem-se estilisticamente, mas também social e geograficamente: os decadentes, na Margem Esquerda, tendem a ser oriundos das classes trabalhadoras; Os simbolistas, na Margem Direita, eram oriundos da nobreza ou da burguesia. Ali se encontram escritores, músicos e artistas franceses e estrangeiros, unidos pela admiração comum pelo seu "Mestre", Mallarmé · . Durante estes encontros, eram sobretudo os devaneios de Mallarmé que cativavam o público, e o escritor Francis de Miomandre descreve Citação: este tipo de aura que emanava da sua pessoa inspirada e brilhava sobre os seus discípulos atordoados e mudos. Este mutismo entristece Mallarmé, que gostava de discutir em vez de monologar, mas os "discípulos" mantêm estritamente o silêncio e criticam severamente aqueles que se permitem interromper ou fazer comentários ao seu "Mestre". Em 1885, a morte de Victor Hugo inspirou Mallarmé a escrever o seu ensaio Crise de vers, no qual imaginou um renascimento da poesia após a morte do homem que, segundo ele, "foi pessoalmente o verso, [que] confiscou a quem pensa, discursa ou narra, quase o direito de se exprimir".. Mallarmé torna-se um modelo para os poetas modernos, que reivindicam os seus valores poéticos e se inspiram neles, até os imitam..

### 1886-1891: a época dos manifestos

#### As “pequenas revistas”
Após a lei de 29 de julho de 1881, que garantiu a liberdade de impressão em França, as revistas multiplicaram-se, proporcionando aos círculos vanguardistas novos meios de expressão. O aparecimento de "pequenas revistas", ou seja, revistas com pouca circulação, baixo custo e publicações geralmente de curta duração, foi notável no desenvolvimento do simbolismo. Permitiram que os artistas marginais se expressassem e, acima de tudo, se unissem e publicassem manifestos e textos teóricos que definem o simbolismo para os críticos e para o público. Entre estas pequenas revistas, algumas tiveram maior circulação e desempenharam um papel importante na divulgação das teorias simbolistas: a Revue wagnérienne (1885-1888), La Vogue (1886-1900), La Revue blanche (1889-1903), La Plume (1889-1914) e a Mercure de France (1890-1965). A "phase manifestaire" do simbolismo começou em 1886, ano em que Les Illuminations e Une saison en enfer de Rimbaud também apareceram pela primeira vez em La VogQuoteue, tornando estas obras finalmente acessíveis aos simbolistas · .

## Origens e características
A partir de 1881, na França, poetas, pintores, dramaturgos e escritores em geral, influenciados pelo misticismo advindo do grande intercâmbio com as artes, pensamento e religiões orientais, procuram refletir em suas produções a atmosfera presente nas viagens a que se dedicavam. No fin de siècle, os grandes fatores que contribuíram à disseminação do simbolismo foram o individualismo de origem iluminista radical, defendendo-se ideias de igualdade de gênero; o pessimismo filosófico, como o de Schopenhauer; e a crença em uma realidade invisível, motivada pela busca dos simbolistas a temas inconscientes, pelas descobertas científicas como a dos raios X e pelo ocultismo.
Marcadamente individualista e místico, foi, com desdém, apelidado de "decadentismo" - clara alusão à decadência dos valores estéticos então vigentes e a uma certa afetação que neles deixava a sua marca.

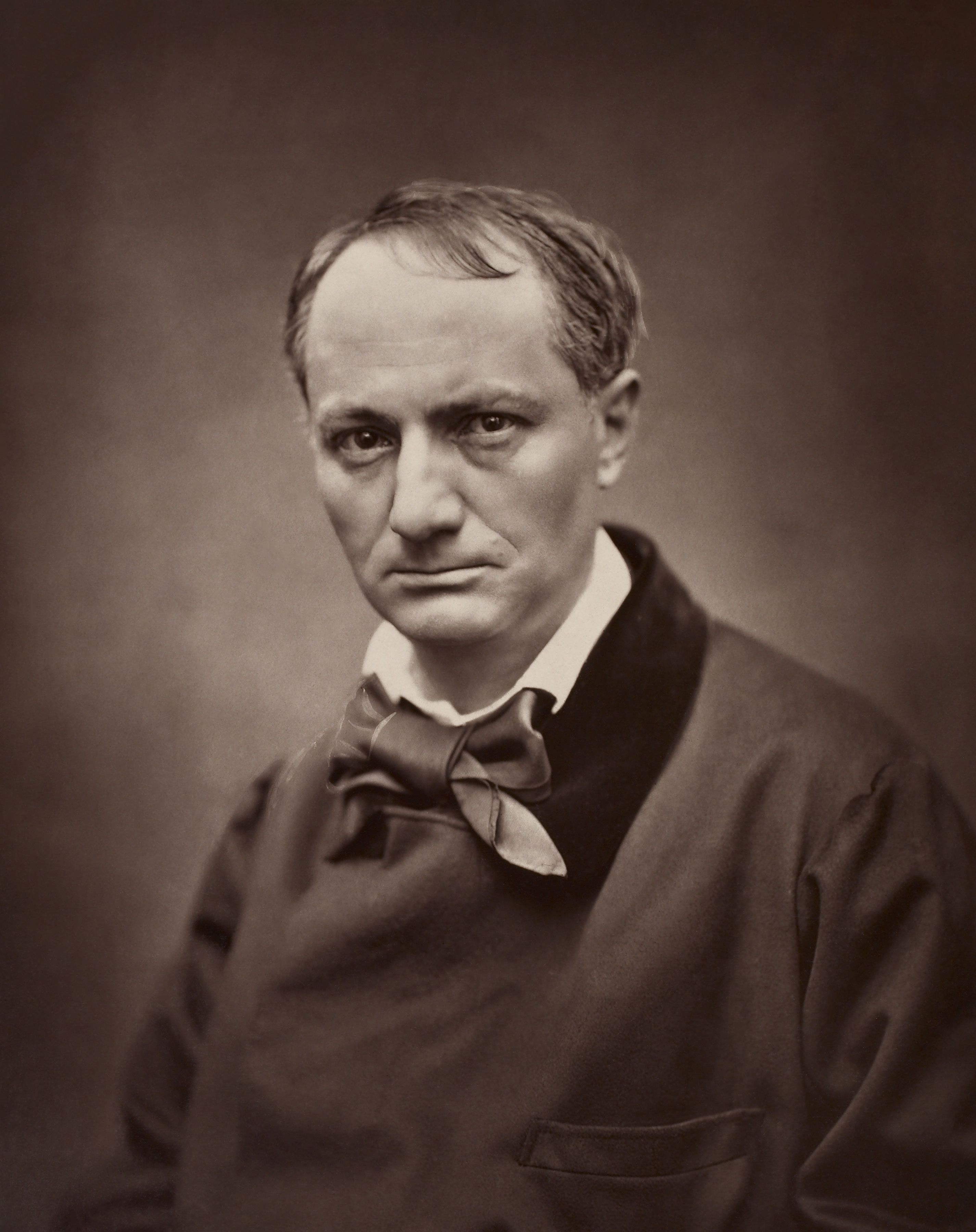
Charles Baudelaire, precursor do simbolismo.

O simbolismo foi, no início, uma reação literária contrária ao naturalismo e realismo, movimentos anti-idealistas que exaltavam a realidade cotidiana, renunciando ao ideal. Também houve crítica contra o impressionismo. Pode-se dividir dois grandes ramos de simbolistas: o ramo idealista, em que artistas otimistas desejavam reformar a sociedade, com mudanças por meio do poder das imagens e pela promoção da iluminação pessoal; e o ramo decadente, de teor mais pessimista, em que os artistas criavam por razões pessoais e expressivas, celebrando o hedonismo, degeneração e escapismo da realidade cruel. Esses artistas polarizavam um ideal do feminino, representando simbolicamente as mulheres tanto como virgens (mais por parte da vertente idealista) quanto como prostitutas (a exemplo do motivo de femme fatale).
A primeira declaração de agenda simbolista foi o manifesto simbolista de Jean Moréas, publicado em 18 de setembro de 1886, em que afirmava os simbolistas como "inimigos da instrução, da declamação, da falsa sensibilidade e da descrição objetiva". Assinalava que a arte simbolista deveria "revestir a Ideia de uma forma sensível que, no entanto, não seria seu objetivo em si, mas que, embora servindo para expressar a Ideia, permaneceria sujeita":
"Nesta arte, as cenas da natureza, as ações dos seres humanos e todo o resto dos fenômenos existentes não serão nomeados com o objetivo de expressarem a si mesmos; serão plataformas sensíveis destinadas a encaixar e a mostrar suas afinidades esotéricas com os Ideais primordiais."
Suas obras deveriam expressar ideias autenticamente, uma verdade transcendente. Os seguidores deste movimento acreditavam que a arte devia capturar as verdades mais absolutas, as quais podiam ser obtidas através de métodos indiretos e ambíguos. Dessa forma, escreviam armados de um estilo altamente sugestivo e metafórico. Assim, por exemplo, afirmava Mallarmé, de que a arte não deveria mostrar diretamente o objeto, mas sugeri-lo: "esse é o sonho. É o uso perfeito deste mistério que constitui o símbolo".
O primeiro escritor a se rebelar foi o poeta francês Charles Baudelaire, hoje considerado patrono da lírica moderna e impulsionador de movimentos como o Parnasianismo, Decadentismo, Modernismo e o próprio simbolismo.  Entre as suas obras mais proeminentes estão As flores do mal, Pequenos poemas em prosa e Paraísos Artificiais, tão renovadoras para época que tiveram suas edições proibidas por serem consideradas imorais e obscuras, ao retratar sem meandros a sexualidade, o uso de drogas e o satanismo. Seu poema Correspondências (c. 1852-1856) foi um marco para o uso de analogias simbólicas e sinestesia no movimento simbolista.
Já a primeira descrição de uma obra simbolista está presente na crítica de Georges Aurier à arte de Paul Gauguin em 1896, em que a caracteriza como: "ideísta", porque seu ideal único é a expressão da ideia; "simbolista", porque expressa a ideia por meio de formas; além de "sintética", "subjetiva" e "decorativa" (que era no contexto o oposto de "imitativa"). "Ideísmo" frequentemente se referia na época ao pensamento neoplatônico, em que os objetos são representações de um ideal para além da apreensão, e a obra de arte é vista como um "envelope" material para uma dimensão maior. Aurier faz citações à alegoria da caverna de Platão e às correspondências baudelairianas e de cunho esotérico swedenborgiano. Ele cunhou o neologismo "ideísta" para distinguir o novo idealismo desses artistas, em relação ao "idealismo" como termo que já era frequentemente utilizado para se referir às pinturas grandiosas da Academia Francesa; Joséphin Peladan, em seus salões de arte da Rose-Croix, também advogava pelo que chamava de "arte idealista" contra o naturalismo e realismo.
Os simbolistas foram separando-se do parnasianismo pois não partilhavam da devoção ao verso perfeito parnasiano. O simbolismo se inclinava mais para o hermetismo, desenvolvendo um modelo de versificação livre desdenhador da objetividade do Parnasianismo. Não obstante, várias características parnasianas foram assimiladas, como o gosto pelo jogo de palavras, a musicalidade nos versos e, sobretudo, o lema de Théophile Gautier da arte pela arte. Os  movimentos se fragmentaram completamente quando Arthur Rimbaud e outros poetas (Círculo dos poetas Zúticos) se fartaram do estilo perfeccionista parnasiano, publicando várias paródias sobre o modo de escrever de suas mais imponentes figuras.

## Movimento
A poesia simbolista possui objetivos metafísicos, além disso, busca a utilização da linguagem literária como instrumento de desenvolvimento cognitivo, encontrando-se entre o mistério e o misticismo. Foi considerado, na época, uma corrente irmã gêmea obscura do Romantismo. Em relação ao estilo, baseavam seus esforços em encontrar uma musicalidade perfeita em rimas, deixando a beleza do verso em segundo plano. Dentre os principais aspectos estão:
Subjetivismo

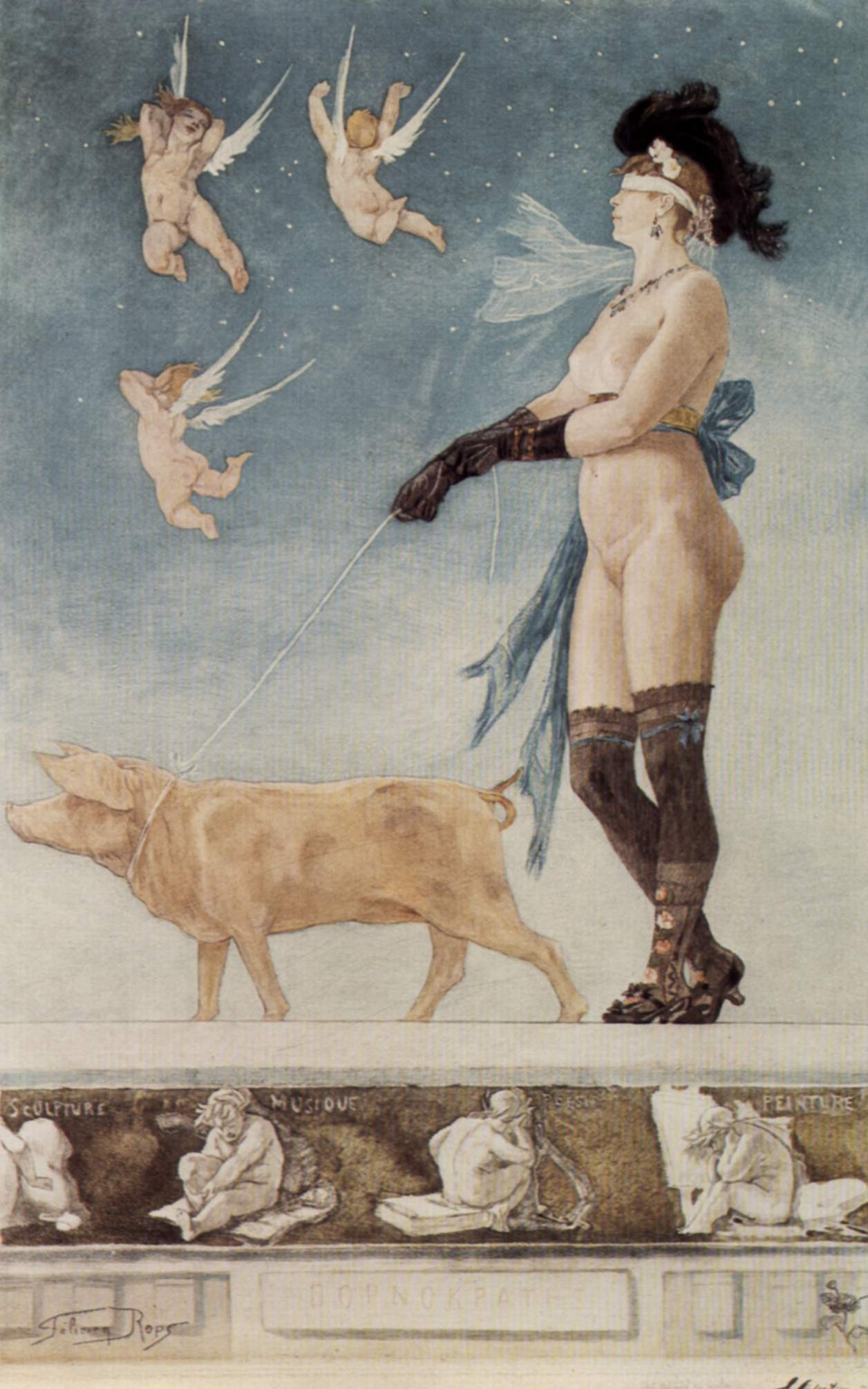
Pornocrates, de Félicien Rops, gravura, 1878.

A visão objetiva da realidade não desperta mais interesse, e, sim, está focalizada sob o ponto de vista de um único indivíduo. Dessa forma, é uma poesia que se opõe à poética parnasiana e se reaproxima da estética romântica, porém, mais do que voltar-se para o coração, os simbolistas procuram o mais profundo do "eu" e buscam o inconsciente, o sonho.
Musicalidade
A musicalidade é uma das características mais destacadas da estética simbolista, segundo o ensinamento de um dos mestres do simbolismo francês, Paul Verlaine, que em seu poema "Art Poétique", afirma: De la musique avant toute chose... ("A música antes de mais nada...") Para conseguir aproximação da poesia com a música, os simbolistas lançaram mão de alguns recursos, como por exemplo a aliteração, que consiste na repetição sistemática de um mesmo fonema consonantal, e a assonância, caracterizada pela repetição de fonemas vocálicos.
Transcendentalismo

Um dos princípios básicos dos simbolistas era sugerir através das palavras sem nomear objetivamente os elementos da realidade. Ênfase no imaginário e na fantasia. Para interpretar a realidade, os simbolistas se valem da intuição e não da razão ou da lógica. Preferem o vago, o indefinido ou impreciso. O fato de preferirem as palavras névoa, neblina, e palavras do gênero, transmite a ideia de uma obsessão pelo branco (outra característica do simbolismo) como podemos observar no poema de Cruz e Sousa:
"Ó Formas alvas, brancas, Formas claras 
De luares, de neves, de neblinas!... 
Ó Formas vagas, fluidas, cristalinas... 
Incensos dos turíbulos das aras..."

[...]
Dado esse poema de Cruz e Sousa, percebe-se claramente uma obsessão pelo branco, sendo relatado com grande constância no simbolismo.
Filosofia
A estética de Schopenhauer e o simbolismo possuíam preocupações comuns; ambos tendiam a considerar a Arte como um refúgio contemplativo do mundo da luta e da vontade. Como resultado desse desejo de um refúgio artístico, os simbolistas utilizaram temas característicos do misticismo, um senso agudo de mortalidade e do poder maligno da sexualidade, que Albert Samain definiu como "fruto da morte sobre a árvore da vida". O poema Les fenêtres de Mallarmé expressa com êxito esses temas tão prezados pela estética simbolista.

## Literatura
Os temas são místicos, espirituais, ocultos. Abusa-se da sinestesia, sensação produzida pela interpenetração de órgãos sensoriais: "cheiro doce" ou "grito vermelho", das aliterações (repetição de letras ou sílabas numa mesma oração: "Na messe que estremece") e das assonâncias, repetição fônica das vogais: repetição da vogal "e" no mesmo exemplo de aliteração, tornando os textos poéticos simbolistas profundamente musicais.
No Brasil o simbolismo tem início em 1893 com a publicação de dois livros: Missal (prosa) e Broquéis (poesia), ambos de Cruz e Sousa. Estende-se até o ano de 1922, data da Semana de Arte Moderna.
Em Portugal liga-se às atividades das revistas Os Insubmissos e Boêmia Nova, fundadas por estudantes de Coimbra, entre eles Eugénio de Castro, que, ao publicar um volume de versos intitulado Oaristos, instaurou essa nova estética em Portugal. Contudo, o consolidador estará, a esse tempo, residindo verdadeiramente no Oriente - trata-se do poeta Camilo Pessanha, venerado pelos jovens poetas que irão constituir a chamada geração Orfeu. O movimento simbolista durou aproximadamente até 1915, altura em que se iniciou o modernismo.

#### Portugal
Com a publicação de Oaristos, de Eugênio de Castro, em 1890, inicia-se oficialmente o simbolismo português, durando até 1915, época do surgimento da geração Orfeu, que desencadeia a revolução modernista no país, em muitos aspectos baseada nas conquistas da nova estética.
Conhecidos como adeptos do nefelibatismo (espécie de adaptação portuguesa do decadentismo e do simbolismo francês), e, portanto como nefelibatas (pessoas que andam com a cabeça nas nuvens), os poetas simbolistas portugueses vivenciam um momento múltiplo e vário, de intensa agitação social, política, cultural e artística. Com o episódio do ultimato inglês, aceleram-se as manifestações nacionalistas e republicanas, que culminarão com a Proclamação da República, em 1910.
Portanto, os principais autores desse estilo em Portugal seguem linhas diversas, que vão do esteticismo de Eugênio de Castro ao nacionalismo de Antônio Nobre e outros, até atingirem maioridade estilística com Camilo Pessanha: o mais importante poeta simbolista português. Os nomes de maior destaque no simbolismo português são: Camilo Pessanha, António Nobre, Augusto Gil e Eugénio de Castro.

#### Brasil
No Brasil, três grandes poetas destacaram-se dentro do movimento simbolista: Augusto dos Anjos , Cruz e Sousa e Alphonsus de Guimaraens, autor de Sete dores de Maria. Com Cruz e Sousa, a angústia de sua condição, reflete-se no comentário de Manuel Bandeira: "Não há (na literatura brasileira) gritos mais dilacerantes, suspiros mais profundos do que os seus". São também escritores que merecem atenção: Raul de Leoni, Emiliano Perneta, Da Costa e Silva, Dario Vellozo, Arthur de Salles, Ernãni Rosas, Petion de Villar, Marcelo Gama, Maranhão Sobrinho, Saturnino de Meireles, Pedro Kikerry, Alceu Wamosy, Eduardo Guimarães, Gilka Machado, Onestaldo de Penafort e Lívio Barreto.

## Teatro

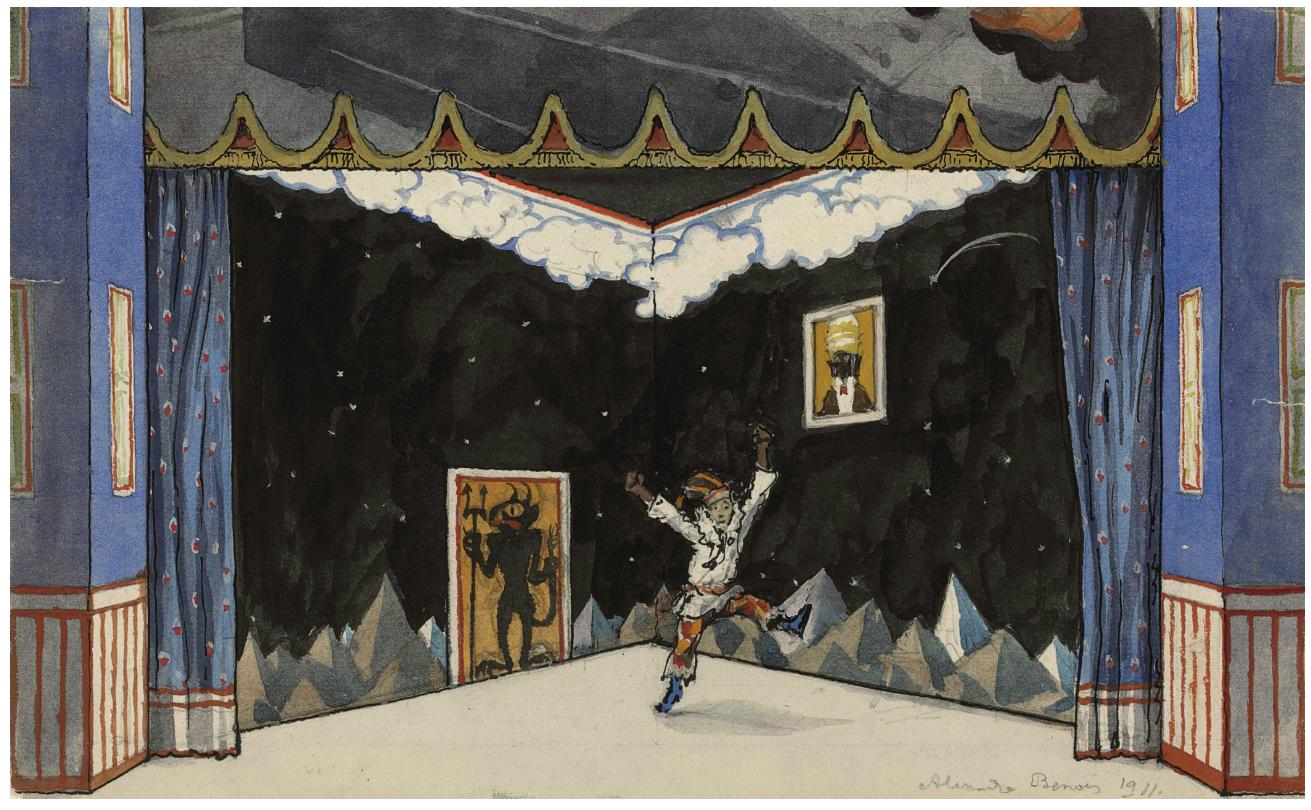
Encenação de Alexandre Benois para a peça de Stravinsky Petrushka em 1911.

Buscaram os autores, dentre os quais o belga Maeterlinck, o italiano Gabriele D'Annunzio e o norueguês Ibsen, levar ao palco não personagens propriamente ditos, mas alegorias a representar sentimento, ideia - em peças onde o cenário (som, luz, ambiente, etc.) tenham maior destaque.

## Artes plásticas

### Pintura

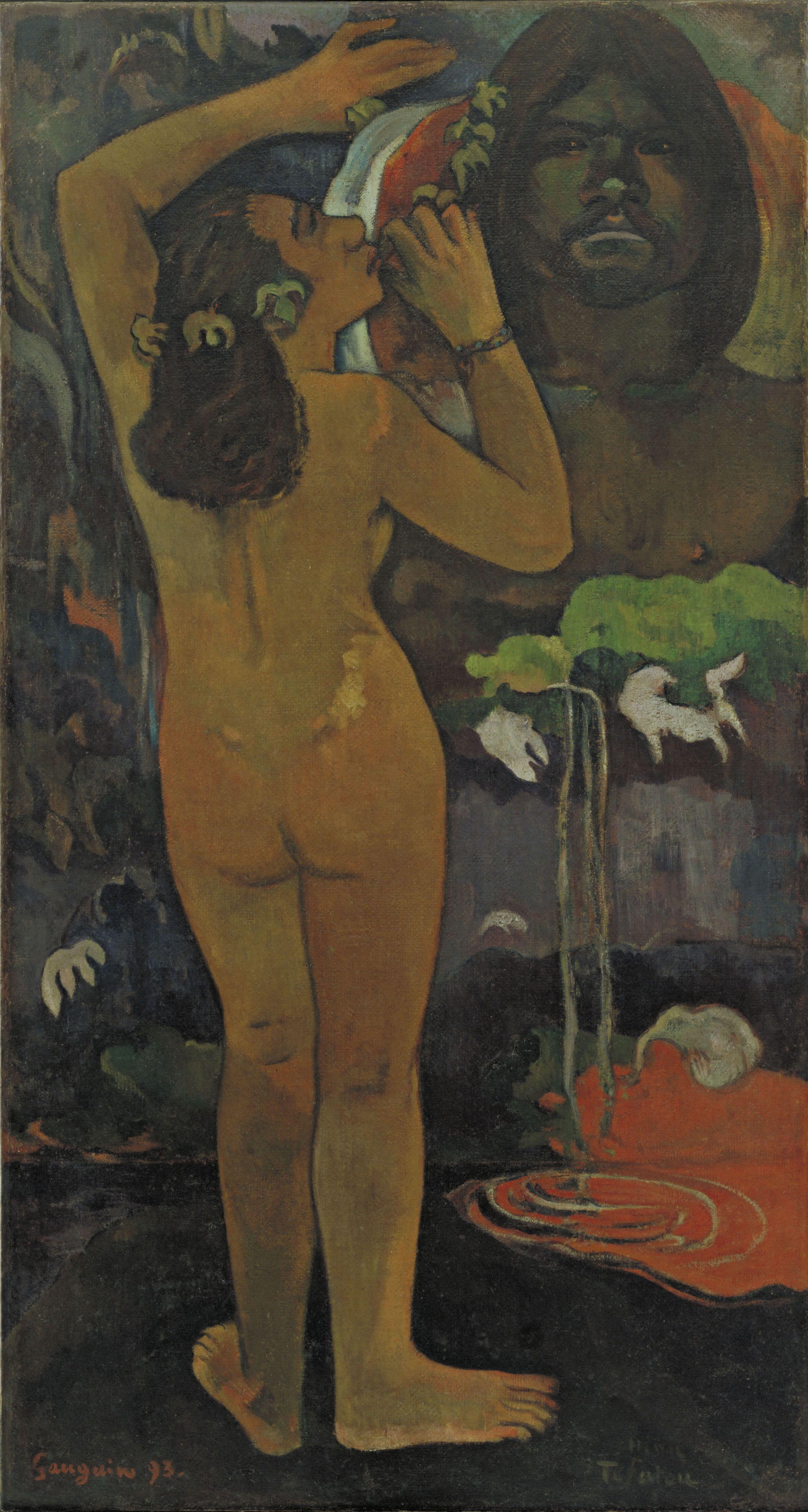
Gauguin simbolista

No âmbito da pintura, Gustave Moreau foi um dos principais expoentes do simbolismo. Suas pinturas mais conhecidas são "Júpiter e Semele", "Europa e o touro" e "Os unicórnios". Odilon Redon, outro artista francês, produziu obras seminais como "O carro de Apolo" e "Druida".

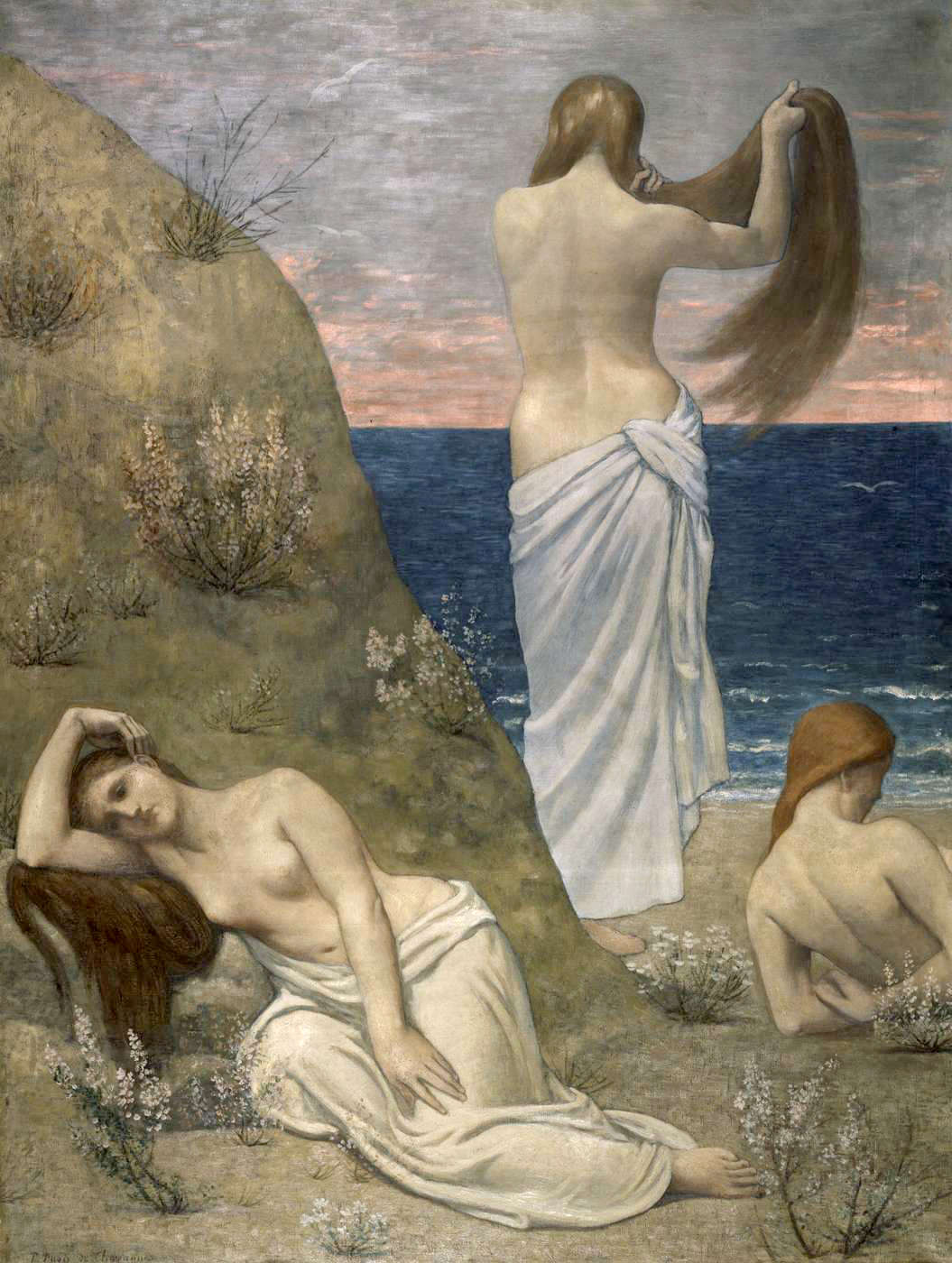
Pierre Puvis de Chavannes, Jeunes Filles au Bord de la Mer, 1879, Musée d'Orsay, Paris.

Oriundo do Impressionismo, Paul Gauguin deixa-se influenciar pelas pinturas japonesas que aparecem na Europa, provocando verdadeiro choque cultural, abandonando as técnicas ainda vigentes nas telas do movimento onde se iniciou, como a perspectiva, pintando apenas em formas bidimensionais. A temática alegórica passa a dominar, a partir de 1890. Ao artista não bastava pintar a realidade, mas demonstrar na tela a essência sentimental dos personagens.
Ainda na França, outros artistas, como Gustave Moreau, Odilon Redon, Maurice Denis, Paul Sérusier e Aristide Maillol, aderem à nova estética. Na Áustria, usando de motivos eminentemente europeus do estilo rococó, Gustav Klimt é outro que, assim como Gauguin, torna-se conhecido e apreciado. Na Bélgica, Jean Delville proporá a "arte idealista" dentro desse movimento. O norueguês Edvard Munch, autor do célebre quadro "O grito", alia-se primeiro ao simbolismo, antes de tornar-se um dos prodígios do Expressionismo.

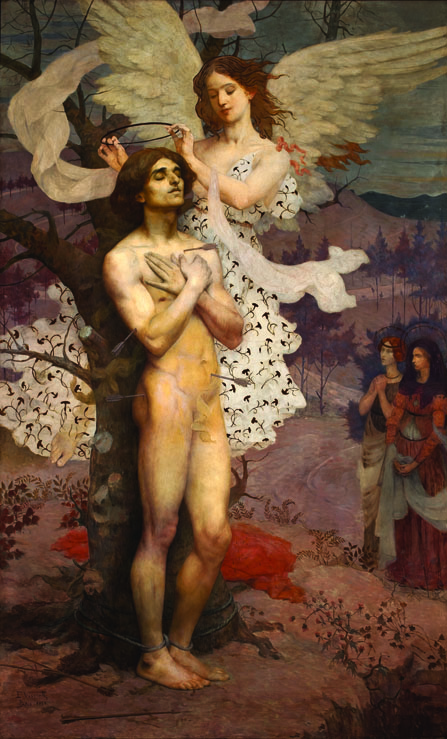
Eliseu Visconti - Recompensa de São Sebastião, 1898.

No Brasil, o movimento simbolista influenciou a obra de pintores como Eliseu Visconti e Rodolfo Amoedo. A tela "Recompensa de São Sebastião", de Eliseu Visconti, medalha de ouro na Exposição Universal de Saint Louis, em 1904, é um exemplo da influência simbolista nas artes plásticas do Brasil.

### Características marcantes
Do ponto de vista pictórico, as características mais relevantes são as seguintes:
TécnicasO intuito dos artistas simbolistas é o de criar uma pintura autônoma em relação à realidade, opondo-se fortemente ao realismo, onde cada símbolo possui uma significação própria a partir das perspectivas do espectador e ou pintor. Não existe uma leitura única, mas sim a transmissão de coisas distintas que a obra conceda a cada indivíduo.
CorÀs vezes se utilizam de cores fortes e pastéis para ressaltar o sentido onírico do sobrenatural.
TemáticaPerdura o interesse pelo subjetivo, pelo irracional, similaridades compartilhadas também com o Romantismo.

## Grupos simbolistas

### Les Nabis
Como consequência do simbolismo, surge o grupo de Les Nabis. Possui a particularidade de ter formas mais simplificadas e cores mais puras. A arte torna-se uma realidade autônoma do real, pois nela estão patentes emoções, sentimentos e ideologias.

### A escola de Pont-Aven
Desde 1873 a cidade de Pont-Aven era frequentada pelos alunos da Escola de Belas Artes de Paris. Em 1886, Gauguin aporta e em 1888 se instala um grupo de pintores dispostos a seguir seus ensinamentos na Academia. Participam da exposição do Café Volpini em 1889. Neste mesmo ano, Gauguin segue para  o Taiti e por consequência o grupo se desvanece. As vertentes desta Escola constituíram-se pela vontade de sintetizar formas, compêndios que se moviam entre o Impressionismo e o simbolismo.

#### Principais representantes

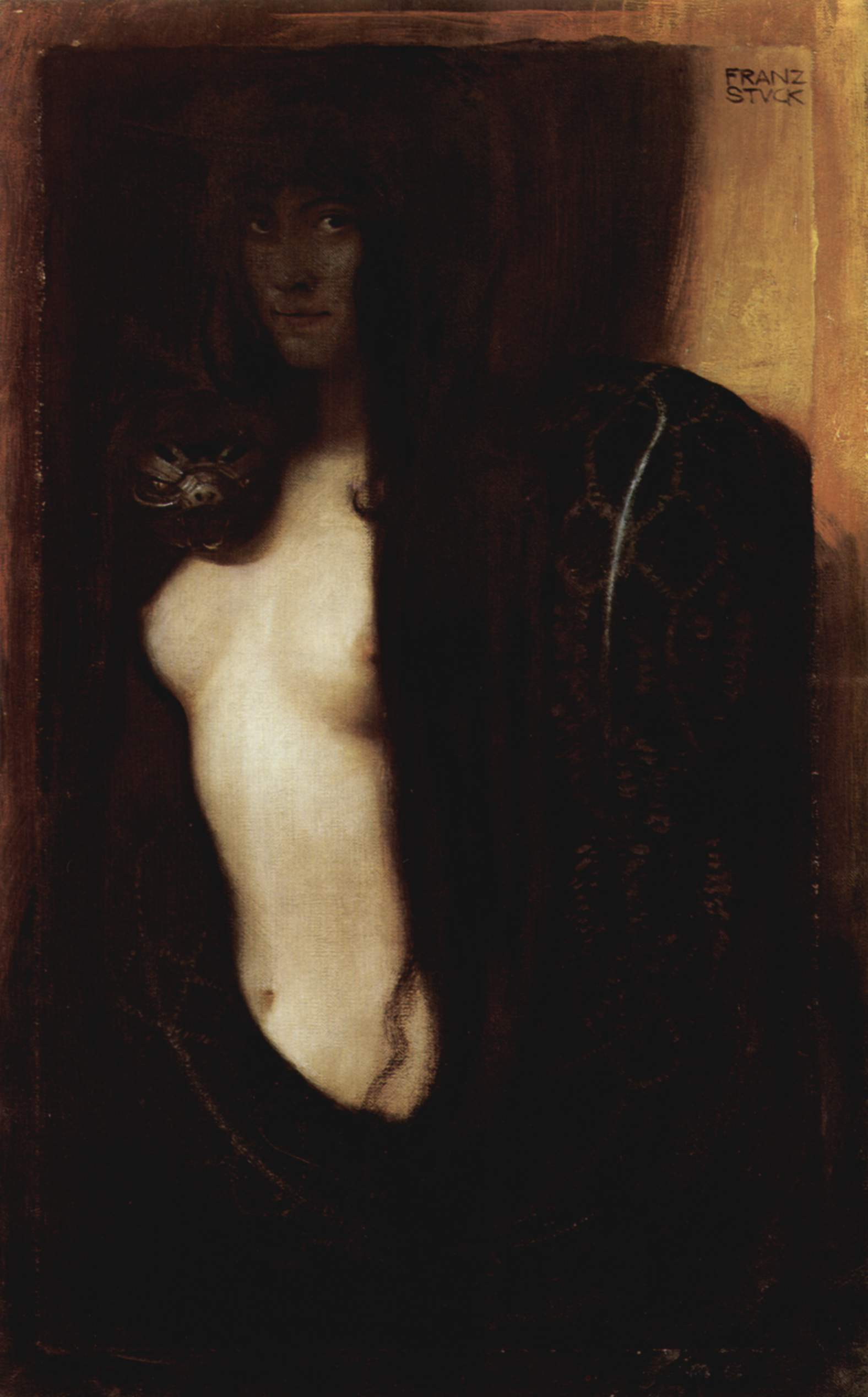
O pecado por Franz Stuck

- Gustave Moreau (1826–1898): Prolífico desenhista e de grande virtuosismo técnico. Narrador de visões únicas e oníricas. Sua fonte de inspiração maior era a mitologia.[72]
- Gustav Klimt (1862–1918): Um dos maiores e mais importantes  representantes do simbolismo, cujas obras mais destacadas são O beijo, Palas Atenea, Judith I,  As três idades da mulher, Nuda Veritas e Dânae. A maioria de seus quadros está carregada de um sentido lírico-decorativo e retrata mulheres fatais, jovens e sensuais.[73][74]
- Odilon Redon (1840–1916): Representa o mágico, o visionário e fabuloso. O sonho, A Esfinge, O nascimento de Vênus, As flores do mal, Mulher e flores.[75][76]
- Carlos Schwabe: Um pintor de grande imaginação. Transmitia com maestria imagens oníricas. O precursor do modernismo. Spleen e ideal, A boda do poeta e da musa.[77]
- Franz von Stuck (1863—1928): Tornou-se conhecido por cartuns para Blätter Fliegende, e por decorações de livros. Durante 1889 exibiu suas primeiras pinturas, quando ganhou uma medalha de ouro do The Guardian. Obras mais conhecidas: O pecado.[78]

## Escultura
O simbolismo possui uma estética acadêmica, e se relaciona mais às realizações esculturais de vanguarda.

#### Principais representantes
- Jean-Joseph Carriès (1855-1894)
- Charles Van der Stappen (1843-1910)
- George Minne (1866-1914)
- Auguste Rodin (1840-1917)
- Antoine Bourdelle (1861-1929)
- Max Klinger (1857-1920)

## Galeria

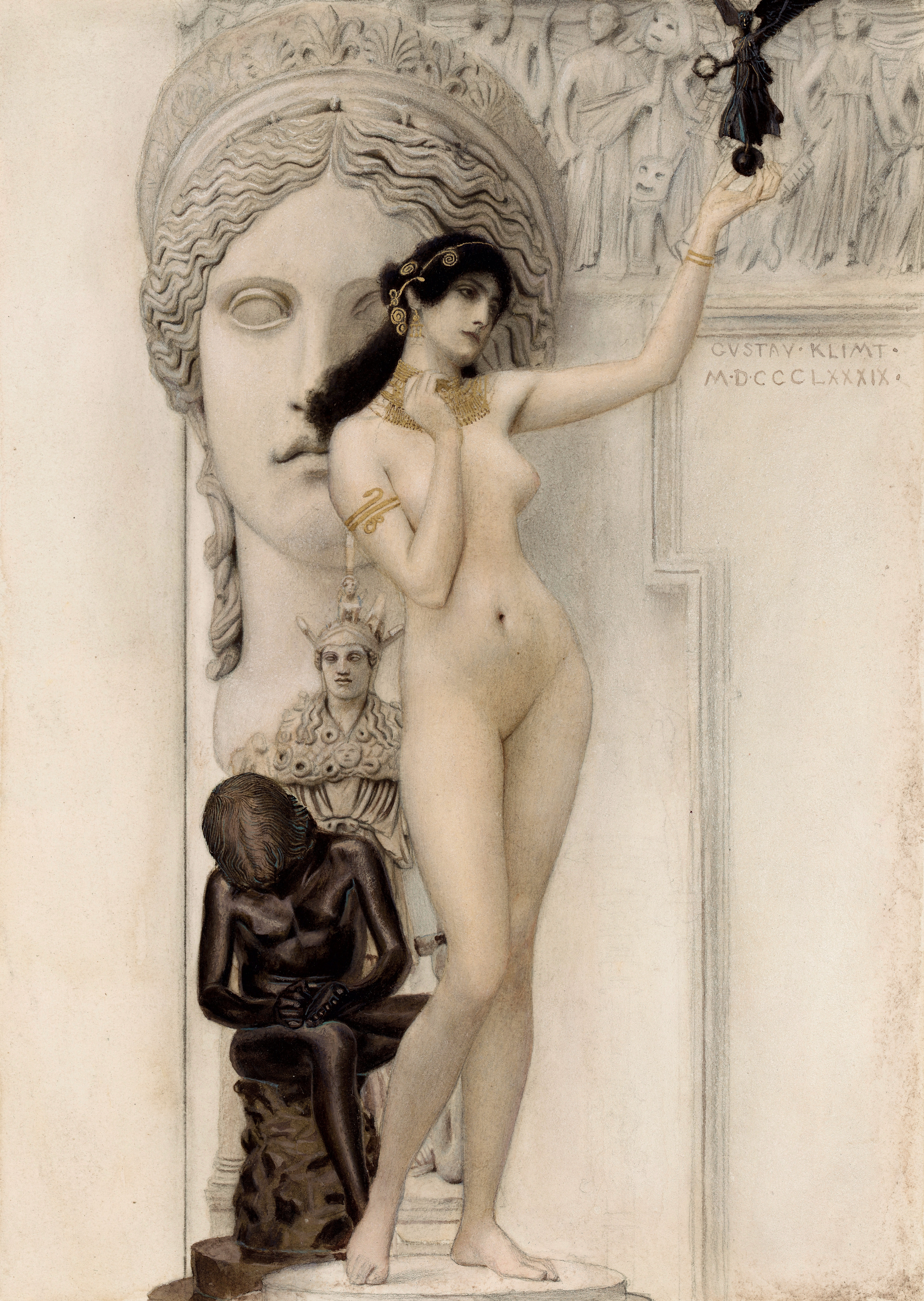
Gustav Klimt, Alegoria de Skulptur, 1889
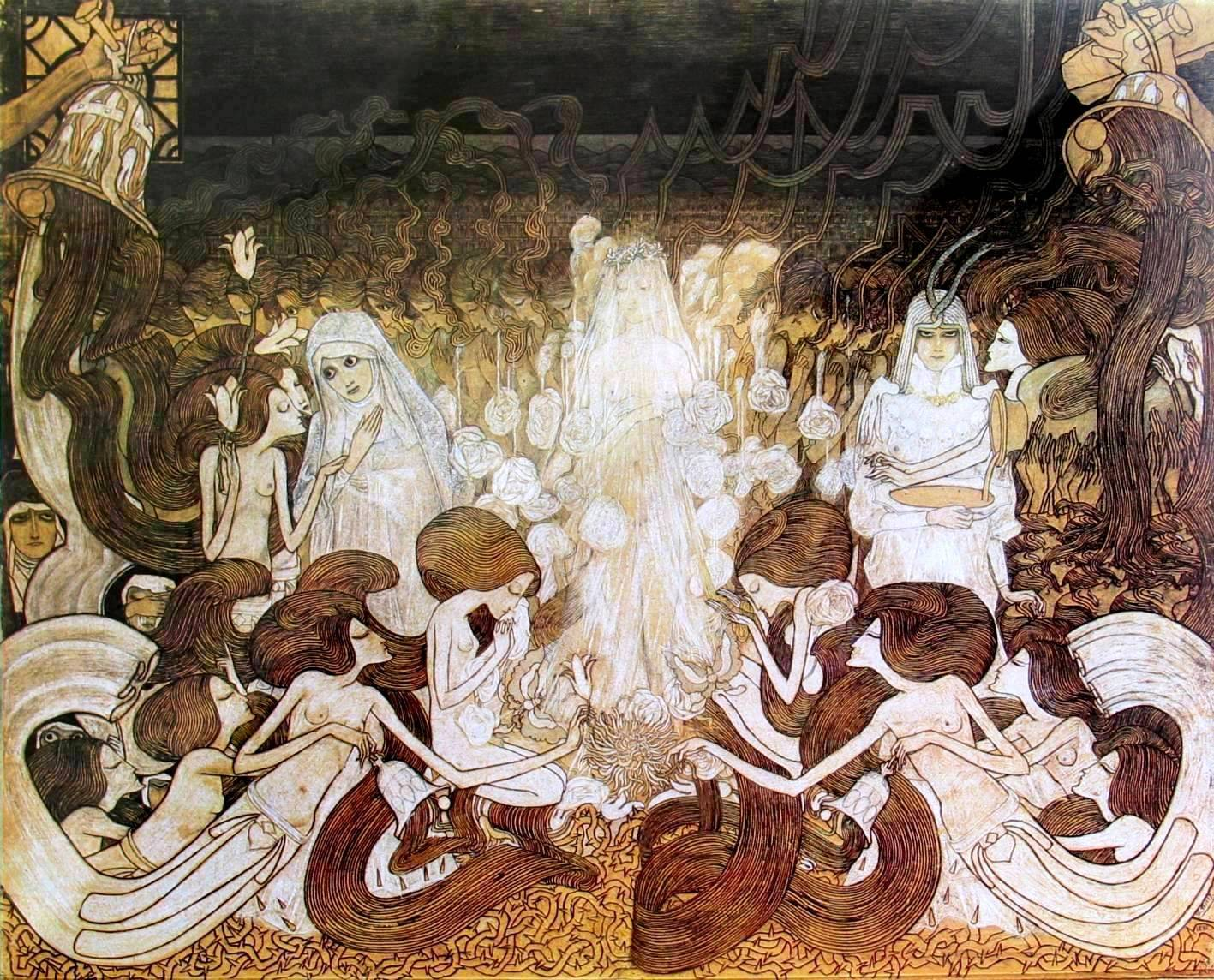
Jan Toorop, As Três Noivas, 1893
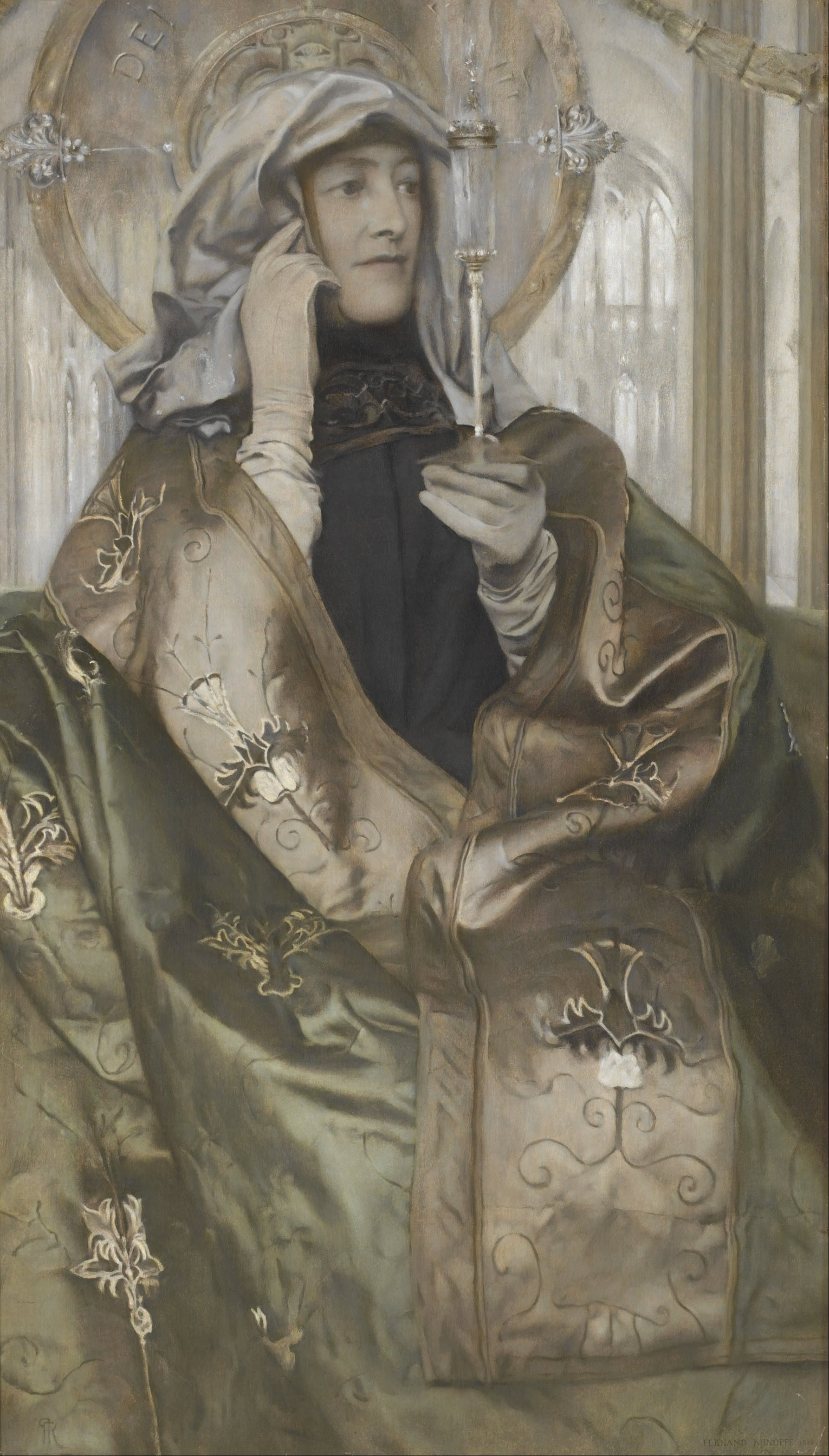
Fernand Khnopff, Incenso, 1898
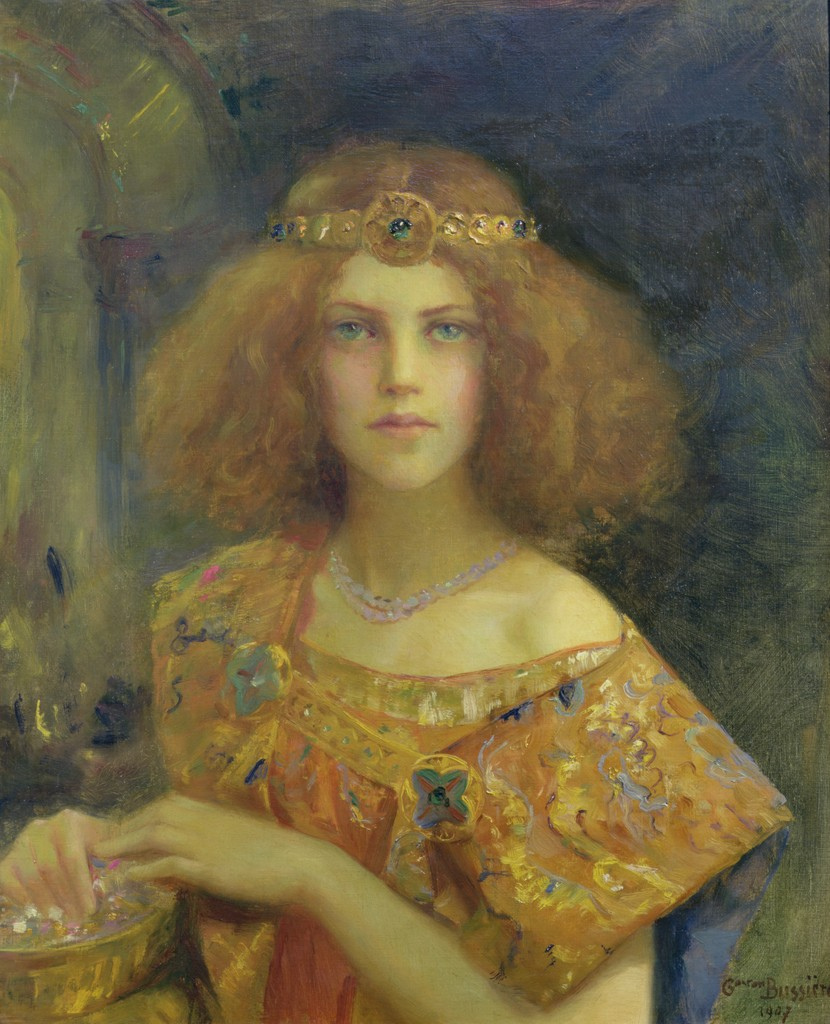
Salammbô (1907) de Gaston Bussière
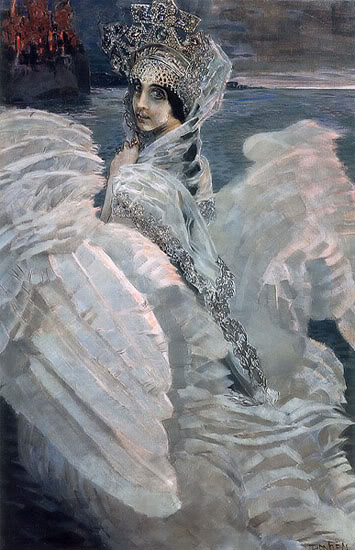
Mikhail Vrubel, A Princesa Cisne, 1900
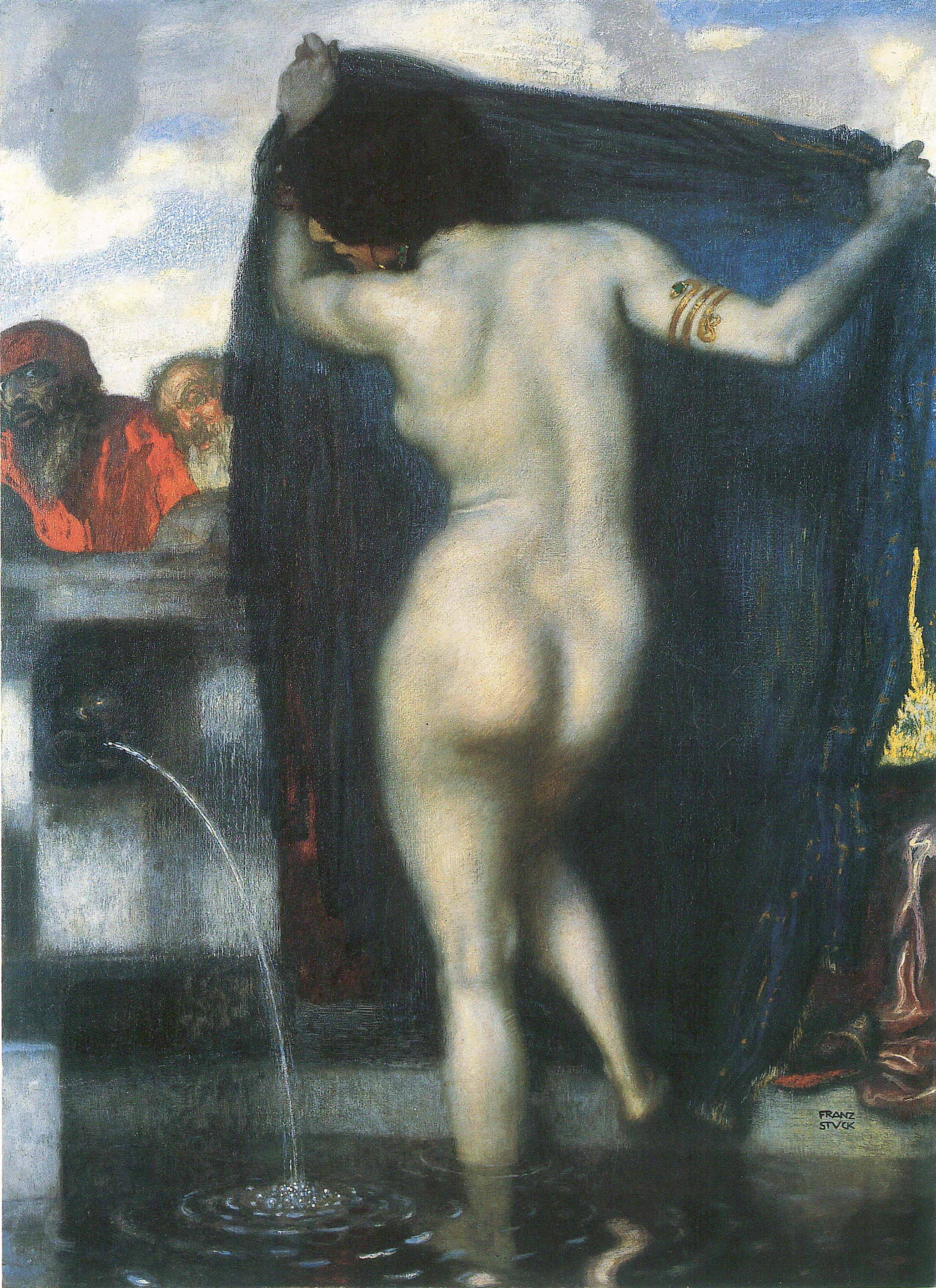
Franz von Stuck, Susanna und die beiden Alten, 1913
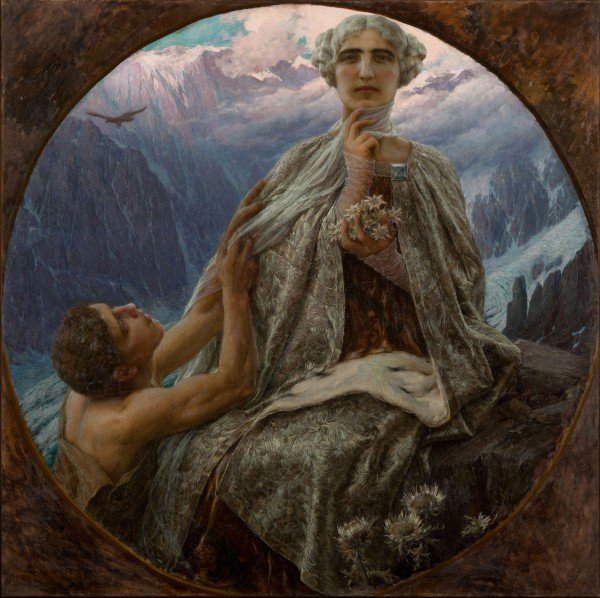
"O cume", uma obra simbolista do pintor italiano Cesare Saccaggi". O cume da montanha é representado por esta figura humana suntuosamente vestida, com edelvais na mão, à qual um jovem vestido de trapos e exausto no ato de fazer seu último esforço tenta dolorosamente agarrar-se; esta é uma cena que traduz um conceito típico da filosofia alemã do século XIX, o de "esforço" (Streben): enquanto a figura impassível simboliza a meta inatingível, o jovem exausto é o símbolo do desejo do homem de se superar na continuação e para estabelecer metas cada vez maiores e mais difíceis.